# A.S. Mike Monroney
Almer Stillwell Mike Monroney, född 2 mars 1902 i Oklahoma City, död 13 februari 1980 i Rockville, Maryland, var en amerikansk demokratisk politiker. Han representerade delstaten Oklahoma i båda kamrarna av USA:s kongress, först i representanthuset 1939-1951 och sedan i senaten 1951-1969.
Monroney utexaminerades 1924 från University of Oklahoma. Han arbetade sedan som journalist och som direktör på en möbelaffär.
Monroney blev invald i representanthuset i kongressvalet 1938. Han omvaldes fem gånger. Han kandiderade sedan till senaten i kongressvalet 1950 och vann valet. Han omvaldes två gånger men förlorade sedan mot utmanaren Henry Bellmon i senatsvalet 1968. Senator Monroney är bäst ihågkommen för 1958 års lag Federal Aviation Act som ledde till grundandet av den federala luftfartsmyndigheten Federal Aviation Agency (numera Federal Aviation Administration).